# Urszula Antoniak
Urszula Antoniak, née à Częstochowa en Pologne, est une réalisatrice et scénariste néerlando-polonaise,.

## Filmographie
| année | film                      | réalisatrice | scénariste | notes                  |
| ----- | ------------------------- | ------------ | ---------- | ---------------------- |
| 1993  | Vaarwel                   | Oui          |            | court métrage          |
| 2004  | Bijlmer Odyssee           | Oui          | Oui        | téléfilm               |
| 2007  | Nederlands voor beginners | Oui          | Oui        | court métrage télévisé |
| 2009  | Nothing Personal          | Oui          | Oui        | long métrage           |
| 2011  | Code Blue (en)            | Oui          | Oui        | long métrage           |
| 2011  | Nina Satana               |              | Oui        | téléfilm               |
| 2014  | Nude Area                 | Oui          | Oui        | long métrage           |
| 2014  | Het leven volgens Nino    |              | Oui        | long métrage           |
| 2017  | Beyond Words              | Oui          | Oui        | long métrage           |